# 매복치

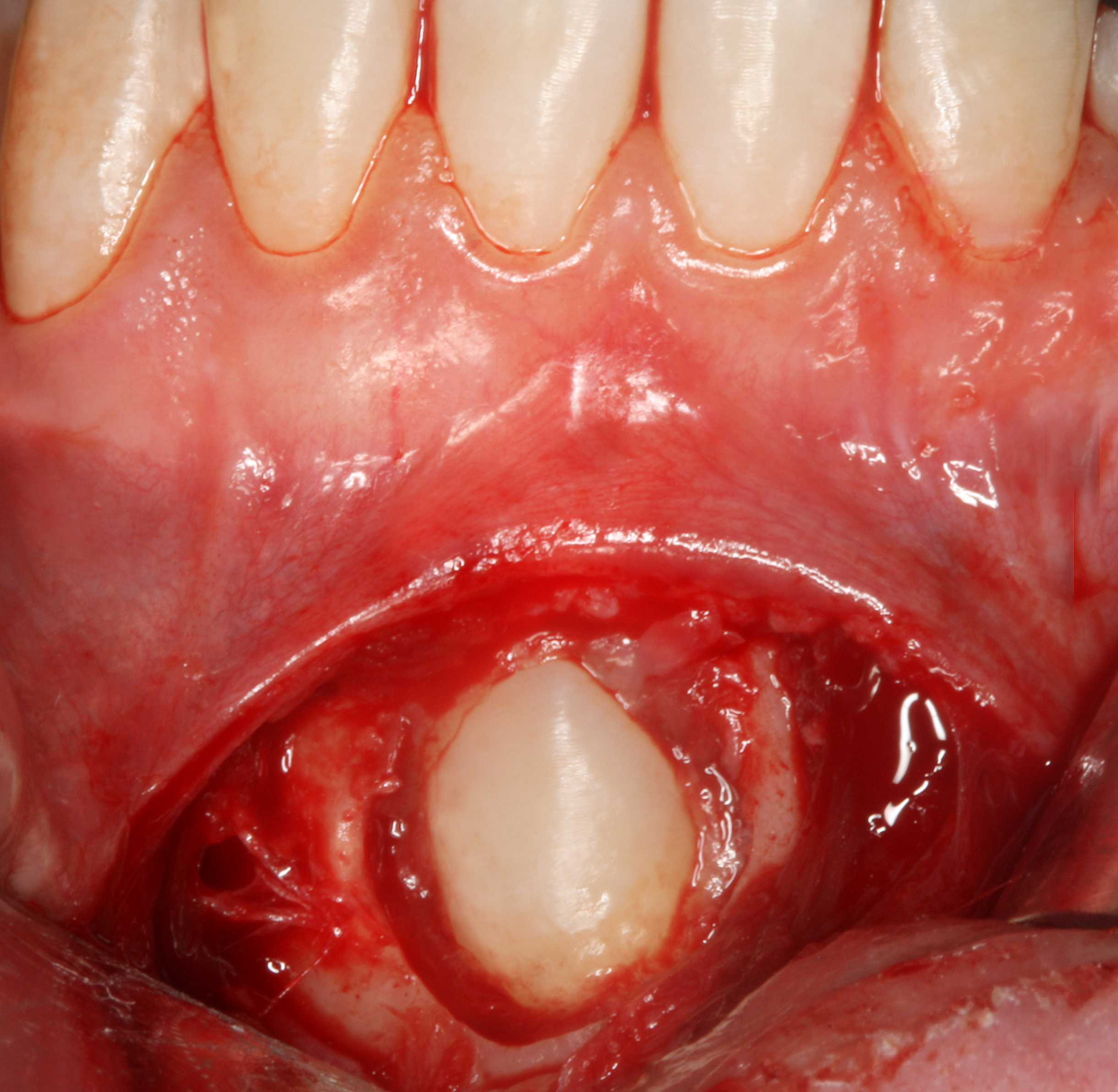

3D CT

매복치(埋伏齒)는 예측되는 맹출 부위 안에 치조궁으로 맹출하지 못하는 치아를 의미한다. 치아가 맹출하지 못하기 때문에 발치 또는 수술을 통한 맹출 조치를 하지 않으면 개인의 일생 내내 매복치는 묻혀있는 채로 유지된다. 치아는 근접한 치아, 빽빽히 가로놓인 뼈, 과도한 연조직 또는 유전적 이상으로 인해 박혀있을 수 있다. 대개 매복치의 원인은 맹출하기에는 부적절한 치열궁 길이와 공간이다.
일부 치의사들은 송곳니 등 특수한 경우를 제외하고는 매복치를 제거하는 것을 권고한다. 송곳니는 그냥 묻혀있는 채로 유지할 수 있으며 추가적인 문제를 일으키지 않으므로 수술이 필요하지 않다. 그러나
증상이 없는 매복치는 의학적 총의가 이루어져 있지 않다: 주의깊게 지켜보는 것이 더 신중하고 비용 효과적인 전략일 수 있으며 추후 이러한 매복치에 임플란트를 하는 것이 실현 가능한 접근방법이 될 수 있다.